# Чернігівський річковий порт
«Черні́гівський річкови́й порт» — портове підприємство на річці Десні, розташований в обласному центрі місті Чернігові; найбільший порт області. Має статус ВАТ. Чистий прибуток підприємства складав 933 тис. грн. (2008) і —2 млн 11 тис. грн. (2009, збитки). Станом на 2019 рік практично не використовувався. Влітку у святкові дні організовують прогулянкові тури по Десні.

## Опис і характеристики
Розташований на правому березі Десни на відстані 196 км від її гирла. Підприємство має у своєму складі вантажний район і пасажирську ділянку, адже крім надання класичних портових послуг, працювало як судноплавна компанія (пересічна тривалість навігації — 240 днів із квітня по грудень).
Річковий порт у Чернігові здатний приймати вантажні судна з осадкою до 1,6 м і завдовжки до 75 м.
Розташований поруч із Пішохідним мостом.
На території підприємства (загальна територія становить 20 га) працюювали 3 портальних і 4 плавучі крани. Потужність порту з перевалювання вантажів становила 0,5 млн тонн вантажів щороку.
Динаміку змінюваності товарообігу у 1990—2000-х демонструє нижче наведена Таблиця:
| 1991  | 1998 | 2006 |
| ----- | ---- | ---- |
| 5 160 | 37   | 784  |

Чернігівський річковий порт спеціалізувався на роботі з мінерально-будівельними матеріалами. Робітники порту займалися транспортуванням будівельних матеріалів (пісок, щебінь, галька) як на Десні, так і на Дніпрі та Дунаї. Крім вантажних перевезень, порт здійснював також і пасажирські перевезення. Чернігівський річковий порт за сумісництвом виконував судноремонтні роботи власного флоту. Один із найважливіших партнерів порту з вантажоперевезень крейди — ВАТ «Силікат».

## З історії порту

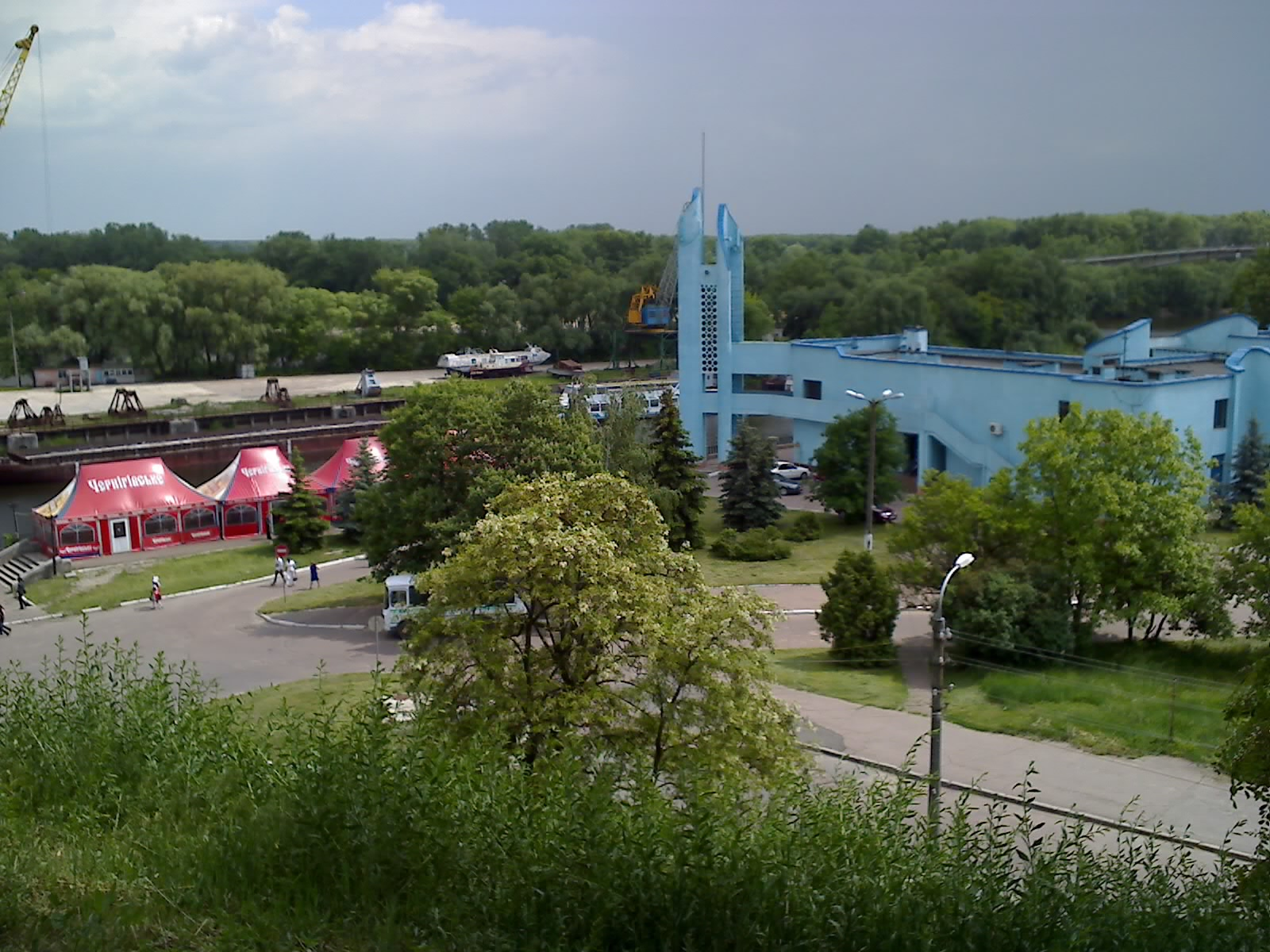
Будівля порту

Річкова пристань на Десні в Чернігові функціювала ще наприкінці XVIII століття.
Річковий порт у місті засновано за СРСР після Другої світової війни — у серпні 1964 року.
За незалежності України в результаті приватизації державного підприємства 17 травня 1993 року створено ВАТ «Чернігівський річковий порт», однак на активізацію роботи порту це кардинально не вплинуло з огляду на складну економічну ситуацію — товарообіг постійно падав.
З 1998 року підприємство очолював В. М. Тоцький.
Усередині 2000-х років 75% компанії володіла держава, 25% — ВАТ АСК «Укррічфлот». 2004-й фінансовий рік був завершений збитками і тому частину акцій ВАТ «Чернігівський річковий порт» (25%) була придбана судноплавною компанією «Укррічфлот». Відтоді «Укррічфлот» володіє 84,7478% акціями порту.
У 2009 році ВАТ «Чернігівський річковий порт» зменшило активи в порівнянні з попереднім роком на 5,1% — до 14 млн 452 тис. грн.
У жовтні 2010 року на посаду генерального директора ВАТ «Чернігівський річковий порт» був призначений Олег Юрченко.
Із 2012 року фактично припинив діяльність. Літом використовується як причал для двох прогулянкових пароплавів, що базуються у Чернігові. Іншої діяльності не ведеться. Ціна квитка за прогулянку тривалістю в одну годину складала 100 гривень станом на 2017 рік.
На 2013 рік, за даними деяких видань, річпорт належав олігарху Костянтину Григоришину.